# 恩斯特·戈特利布·冯斯托伊德尔
恩斯特·戈特利布·冯斯托伊德尔（Ernst Gottlieb von Steudel，1783年—1856年）为德国医生，禾本科植物学家。